# Lichenochora weillii
Lichenochora weillii is een korstmosparasiet en behoort tot de orde Phyllachorales. Het komt voor op het thallus van Physconia, zoals meestal op bomen op het grauw rijpmos (Physconia grisea). 

## Kenmerken
Het gebruikt slechts een deel van de algen en veroorzaakt niet de dood van het korstmos; om zich voort te planten vormt het perithecia. Deze zijn zwarte, bolvormig tot peervormig en ingezonken op donker verkleurde plekjes. De asci zijn 8-sporig. De ascosporen zijn hyaliene, ongesepteerd en meten 10-12 × 8-9,5 µm.

## Verspreiding
In Nederland komt het vrij zeldzaam voor.